# Maevatanana
13°53′1″S 48°31′40.22″Ø / 13.88361°S 48.5278389°Ø
Maevatanana er en by og kommune i det  nordlige Madagaskar ved floden Ikopa. Maevatanana er regionshovedstad i regionen Betsiboka i den tidligere provins Mahajanga. Byen har forbindelse med Antananarivo og Mahajanga via vejen RN4. Byen ligger omkring 70 moh. og langt fra havet, temperaturen er høj.   I 2001 blev indbyggertallet anslået til 24.000 mennesker . 
I Maevatanana er der grundskole og gymnasium samt domstol og sygehus. 60% af befolkningen er jordbrugere og 7% kvægopdrættere. De vigtigste afgrøder er ris, tobak og sødkartoffel. Industri og tjenesteydelser beskæftiger 5 respektive 15% af befolkningen og fiskeri 13% .